# Liste der denkmalgeschützten Objekte in Sankt Stefan im Rosental
Die Liste der denkmalgeschützten Objekte in Sankt Stefan im Rosental enthält die 4 denkmalgeschützten, unbeweglichen Objekte der österreichischen Gemeinde Sankt Stefan im Rosental im steirischen Bezirk Südoststeiermark.

## Denkmäler
| Foto |                 | Denkmal                                                         | Standort                                                    | Beschreibung | Metadaten |
| ---- | --------------- | --------------------------------------------------------------- | ----------------------------------------------------------- | --- | --- |
| ja   | Datei hochladen | Messkapelle Hl. Dreifaltigkeit HERIS-ID: 31613 Objekt-ID: 28591 | Glojach 13, nordöstlich Standort KG: Glojach                | Die Kapelle wurde 1831 anstelle eines kleinen Glockenturms errichtet, und 1872 umgebaut. Im Jahre 1961 wurde die Kirche neu gestaltet, das Kupfer-Portal und das große Fresko stammen von Franz Weiss, der auch die Entwürfe für die Glasfenster aus der Glasmalerei-Werkstätte Schlierbach lieferte. | BDA-Hist.: Q37943446 Status: Bescheid Stand der BDA-Liste: 2025-06-30 Name: Messkapelle Hl. Dreifaltigkeit GstNr.: .7/3 Kapelle Hl. Dreifaltigkeit, Glojach                     |
| ja   | Datei hochladen | Figurenbildstock hl. Notburga HERIS-ID: 61544 Objekt-ID: 73962  | bei Feldbacherstraße 24 Standort KG: St. Stefan im Rosental | Der Bildstock der heiligen Notburga stammt aus der 2. Hälfte des 18. Jahrhunderts. | BDA-Hist.: Q38096200 Status: Bescheid Stand der BDA-Liste: 2025-06-30 Name: Figurenbildstock hl. Notburga GstNr.: 2820/2                                                        |
| ja   | Datei hochladen | Figurenbildstock hl. Leonhard HERIS-ID: 11267 Objekt-ID: 7350   | bei Mureckerstraße 18 Standort KG: St. Stefan im Rosental   | Der Bildstock des heiligen Leonhard im Süden des Ortes wurde 1730 von Philipp Jakob Straub geschaffen. | BDA-Hist.: Q38094310 Status: Bescheid Stand der BDA-Liste: 2025-06-30 Name: Figurenbildstock hl. Leonhard GstNr.: 3207/13                                                       |
| ja   | Datei hochladen | Kath. Pfarrkirche hl. Stefan HERIS-ID: 61553 Objekt-ID: 73971   | Standort KG: St. Stefan im Rosental                         | Die Pfarrkirche wurde im Jahr 1660 neu erbaut. Sie weist ein zweieinhalbjochiges Langhaus, einen breiten einjochigen Chor sowie eine Westfront mit einem Turm auf. | BDA-Hist.: Q38096236 Status: § 2a Stand der BDA-Liste: 2025-06-30 Name: Kath. Pfarrkirche hl. Stefan GstNr.: .245, 3573 Kath. Pfarrkirche hl. Stefan (Sankt Stefan im Rosental) |